# Kościół Świętego Ducha w Elblągu
Kościół pw. Świętego Ducha w Elblągu (niem. Heiligegeist-Krankenhauskirche) – część zespołu szpitalnego pw. św. Ducha, który powstał na mocy przywileju lokacyjnego wystawionego przez legata papieskiego, Wilhelma z Modeny 15 lutego 1242 r. Kompleks szpitalny (kilkakrotnie przebudowywany), usytuowany jest w płd. części Starego Miasta w Elblągu.
W dawnym zespole Szpitala Świętego Ducha, jednym z najstarszych i najcenniejszych obiektów zachowanych w Elblągu mieści się obecnie Zespół Biblioteki Elbląskiej. Składa się on z budynku dawnego kościoła św. Ducha (obecnie sala główna) i budynków dawnego szpitala (połączone ze sobą budynki Wielkiego Domu i Wielkiej Izby na zachód od budynku dawnego kościoła).

## Historia
Szpital św. Ducha powstał z inicjatywy legata papieskiego Wilhelma z Modeny w roku 1242 jako pierwszy w Prusach. Władze państwa krzyżackiego obdarzyły go hojnymi nadaniami ziemi, dzięki czemu w krótkim czasie szpital stał się największą tego typu placówką w całych Prusach. Pierwotnie jego celem było oferowanie darmowej strawy dla chorych, biedoty i dla osób w podróży, z czasem przekształcił się w lecznicę, a ostatecznie w przytułek dla starych i zniedołężniałych. W latach 1291–1454 pełnił także funkcję głównego szpitala całego państwa krzyżackiego. 
Początkowo były to zabudowania drewniane. Po pożarze, który strawił niemal całkowicie kościół i szpital, do odbudowy użyto cegieł. Kompleks ten pierwotnie służył jako przytułek dla bezdomnych i chorych. Zręby istniejących współcześnie murów pochodzą z XIV wieku. 
Była to budowla salowa, podpiwniczona, z gotyckimi, krzyżowymi sklepieniami piwnic (zachowanymi do dziś). Od południowej strony zespół szpitalny otoczony był murem, który częściowo zachował się do dziś. W latach 1312–1467 był to naczelny szpital zakonu krzyżackiego, a wielki komtur pełnił jednocześnie funkcję wielkiego szpitalnika zakonu krzyżackiego. W następnych stuleciach był wielokrotnie przebudowywany i zmieniano również cel jego użyteczności.
Po zniszczeniu elbląskiego zamku król Kazimierz IV Jagiellończyk przekazał szpital na własność miastu Elbląg. 
Od lat 60. XVI w., po przejęciu przez ewangelików, także i narodowości polskiej, nazywany był "kościołem polskim".
W XVII w. zespół został rozbudowany o niezachowane do dziś piętrowe, szachulcowe budynki mieszkalne, dom szafarza, małą dzwonnicę i remizę strażacką.
W latach 1717–1772 były krzyżacki szpital pełnił funkcję kościoła garnizonowego wojsk polskich. W latach 1783–1808 służył jako kościół garnizonowy dla stacjonującego w mieście pruskiego batalionu piechoty. Od marca 1807 do lutego 1808 mieściły się tam piekarnia i magazyn mąki, utworzone przez Francuzów przebywających w Elblągu w czasie trwania wojny francusko-pruskiej. Od 1856 włączony do ewangelickiej parafii kościoła Najświętszej Marii Panny.
W 1910 do szpitala nadal należały tereny w mieście i poza nim o łącznej powierzchni 1692 hektary (16 920 000 m2), posiadał również aktywa o łącznej wartości 571 125 ówczesnych marek. W latach 1927–1928 jego pensjonariuszami było 28 starców obojga płci.
W trakcie walk o miasto w 1945 zabudowania zespołu szpitalnego i kościoła uległy całkowitemu zniszczeniu. Odbudowa zrujnowanego zabytku trwała kilka lat, a 28 maja 1979 r. uroczyście otwarto tam bibliotekę.
Obecnie w odbudowanym budynku mieści się Wojewódzka Biblioteka Publiczna im. Cypriana Kamila Norwida. Biblioteka posiada unikalne zbiory (większość z czasów od XVI do XVIII wieku). Księgozbiór liczy około pół miliona egzemplarzy. Ponad 50 000 woluminów stanowią zbiory o wysokiej wartości naukowej. Biblioteka jest w pełni skomputeryzowana.
Dawny Szpital stanowi przykład zespołu o dużych walorach architektonicznych i historycznych podlegających ochronie konserwatorskiej.